# Chikkanahalli, Molakalmuru
Chikkanahalli là một làng thuộc tehsil Molakalmuru, huyện Chitradurga, bang Karnataka, Ấn Độ.